# Palazzo Salviati-Quaratesi
Palazzo Salviati-Quaratesi, detto anche palazzo Salviati dell'Isola delle Stinche, si trova in via Ghibellina 102, angolo via Matteo Palmieri 2r-4r, a Firenze. Ha inoltre un corpo di fabbrica attiguo ("Strozzi"), facente parte dello stesso complesso, ai numeri 104r-108r di via Ghibellina.
Il palazzo appare nell'elenco redatto nel 1901 dalla Direzione Generale delle Antichità e Belle Arti, quale edificio monumentale da considerare patrimonio artistico nazionale.

## Storia e descrizione

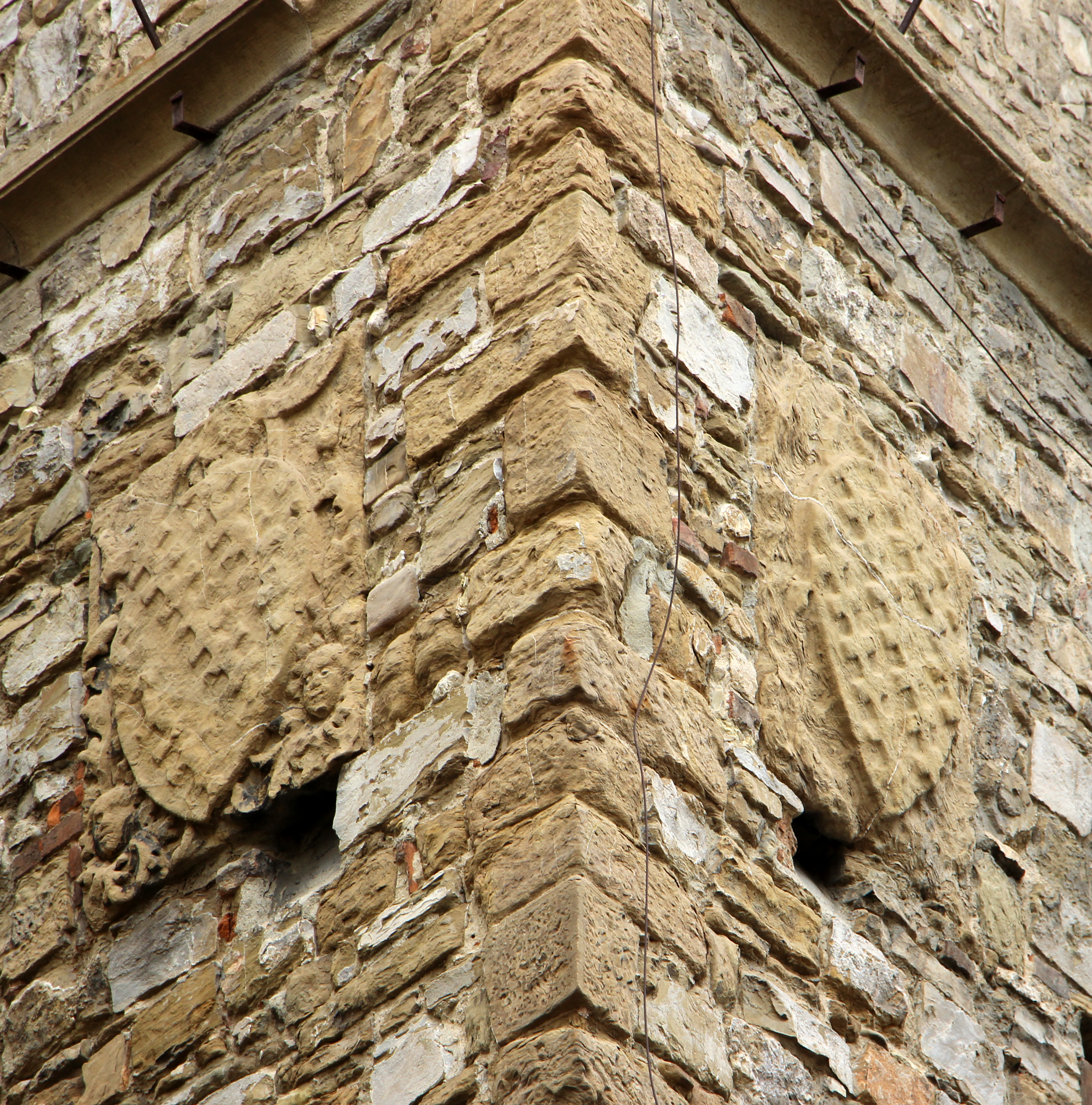
Stemmi Salviati presso la cantonata

Si tratta di uno degli esempi più interessanti in città di palazzo di transizione fra lo stile delle case torri e dei palagi, rispetto alle residenze signorili vere e proprie.
La grande fabbrica si propone, con il grande fronte su via Ghibellina, come costituita da due corpi ben differenziati. Il più antico è l'imponente edificio posto d'angolo, di origine trecentesca, che ha i caratteri della residenza di famiglia mercantile (i Salviati erano infatti una delle famiglie più attive nel commercio) ed è organizzato su sei assi che si elevano per tre piani. Il severo paramento in pietra forte, seppure variamente ampliato e trasformato nei secoli XVI e XVII, mostra un bugnato sporgente al piano terra e al primo piano, mentre ai piani superiori, dove si aprono monofore centinate sottolineate da cornici marcapiano, le pareti presentano il filaretto. Ancora visibili sono alcune buche pontaie e gli "erri" di rinforzo in ferro. L'insieme ha un aspetto severo, alleggerito solo in un'epoca successiva dalla loggetta all'ultimo piano. Ricorrono più volte gli scudi con l'arme della famiglia Salviati (bandato doppiomerlato d'argento e di rosso), antica proprietaria, rispettivamente due per lato, forse a segnare le originarie dimensioni della fabbrica. Il tutto è coronato da un'altana quattrocentesca a colonne d'ordine dorico. H, con al pian terreno delle aperture ad archi ribassati dove erano presenti fondachi (e infatti tutt'oggi vi si trovano delle attività commerciali).

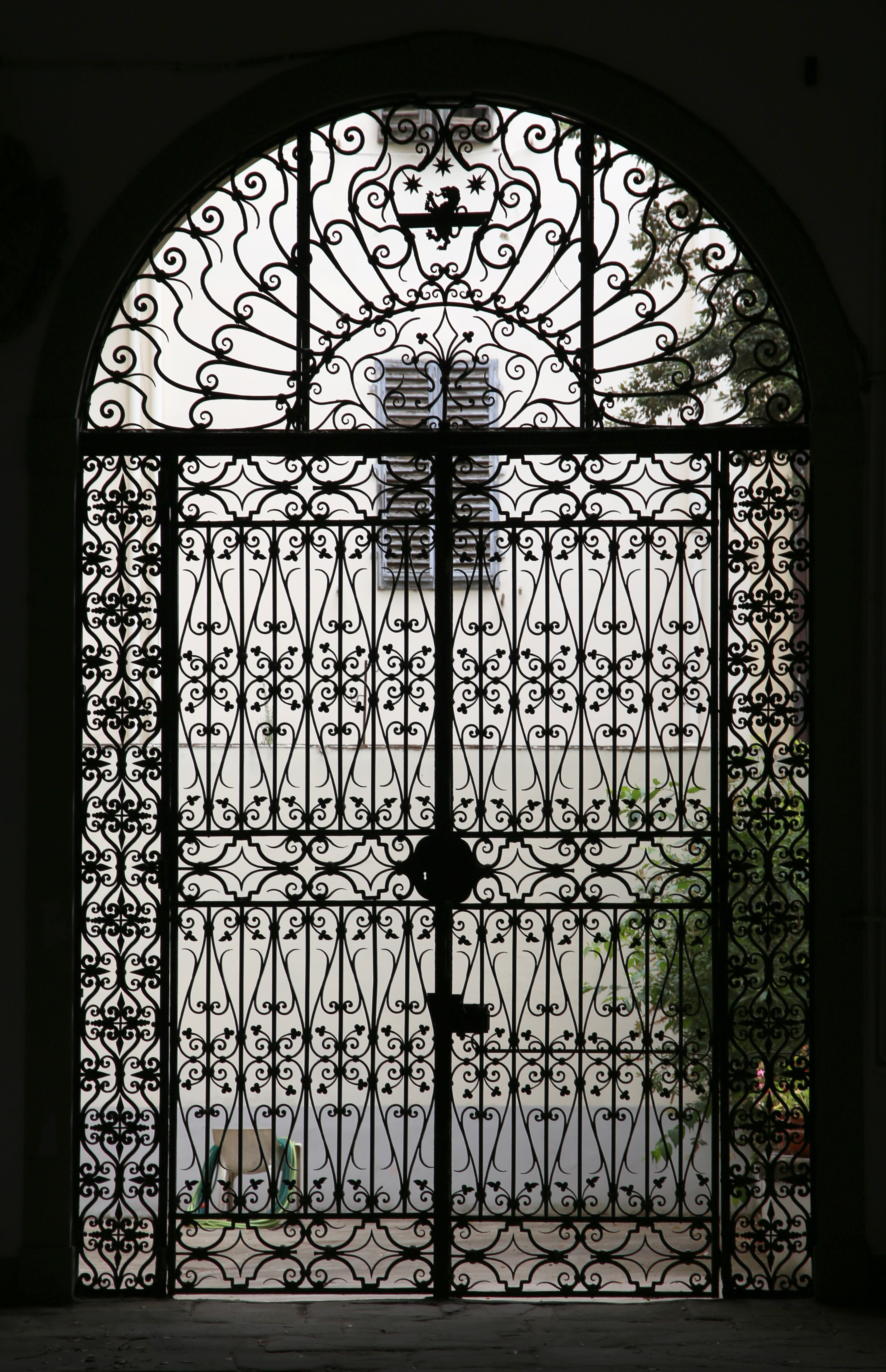
Cancello dell'addizione Strozzi

Nel Seicento fu prima dei Franceschi (dal 1648), quindi degli Strozzi (dal 1662). Questi ampliarono la proprietà sempre sul fronte di via Ghibellina, determinando la porzione dove ora è il monumentale portone d'accesso all'intero edificio (essendo la successione di fornici del precedente tutti occupati da esercizi commerciali segnati dai nn. 134r-138r), incorniciato da bugne rilevate e coronato dall'arme della famiglia (d'oro alla fascia di rosso caricata di tre crescenti volti in banda d'argento). La proprietà passò poi nell'Ottocento ai Quaratesi.
Oltrepassato il portone si apre un grandioso atrio dal quale si accede, sulla sinistra, allo scalone, sempre riferibile agli interventi seicenteschi, che porta ai vari piani dell'edificio antico. Sul fondo dello stesso atrio sono invece due cancelli in ferro particolarmente elaborati (e di notevole bellezza), oltre ai quali è un largo spazio tenuto a giardino: su questo si aprono vari ambienti, in parte con decorazioni pittoriche della prima metà dell'Ottocento.
La facciata è stata restaurata nel 1935, nel 1955 e, parzialmente, dopo l'alluvione del 1966. A questi restauri è da riferire il riposizionamento della maggior parte dei ferri da facciata, compresi gli erri presenti al secondo piano. Interessanti sono i portafiaccola a forma di dragone, forse aggiunti dagli Strozzi ispirandosi ai bronzi del Caparra di palazzo Strozzi.

### Pietra d'inciampo

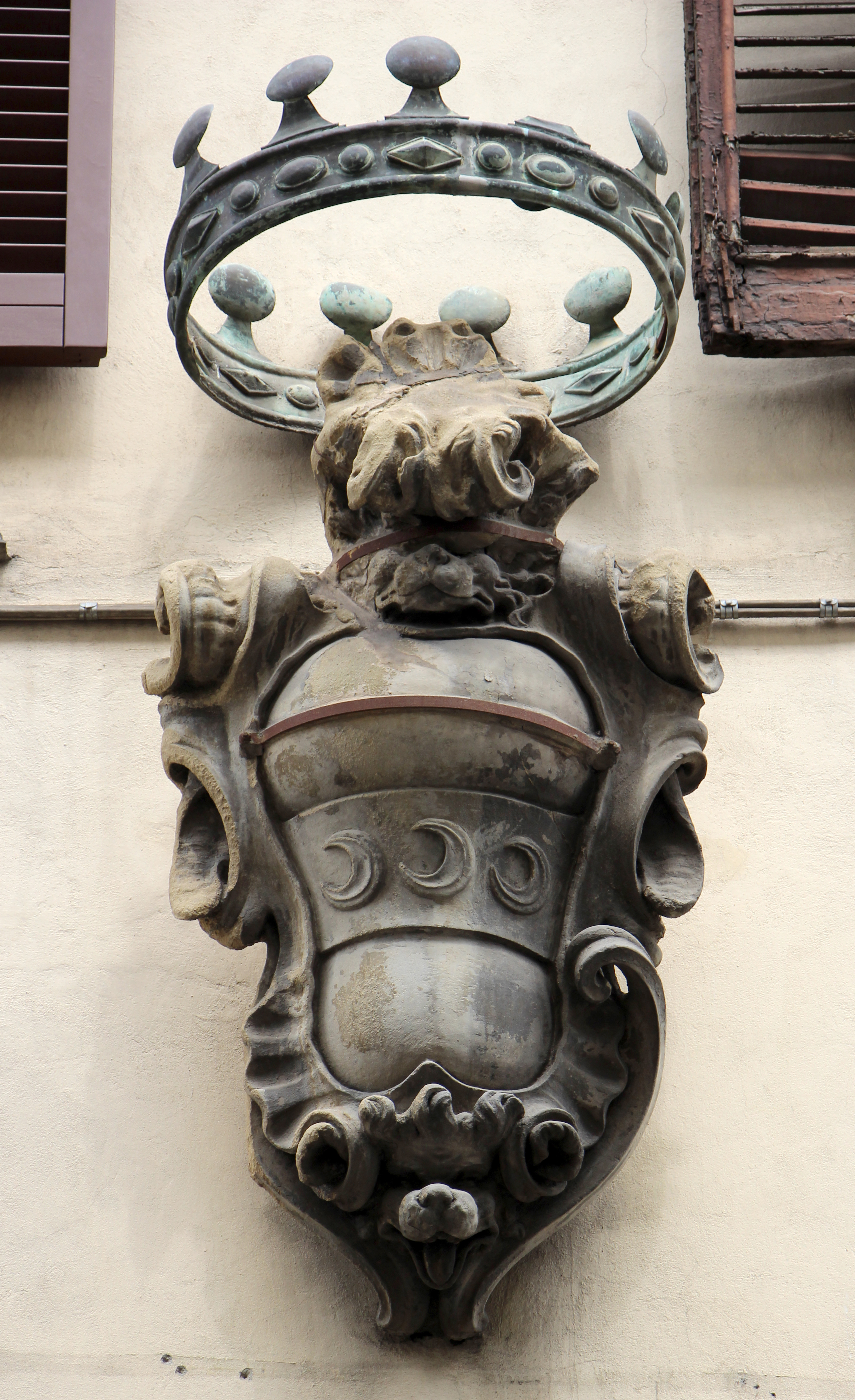
Stemma Strozzi

Nel gennaio 2020 è stata collocata, davanti all'ingresso al n. 102, una pietra d'inciampo, dedicata a David Genazzani, nato nel 1907, arrestato il 19 maggio 1944, deportato al campo di Auschwitz e assassinato il 10 maggio 1945 a Buchenwald.

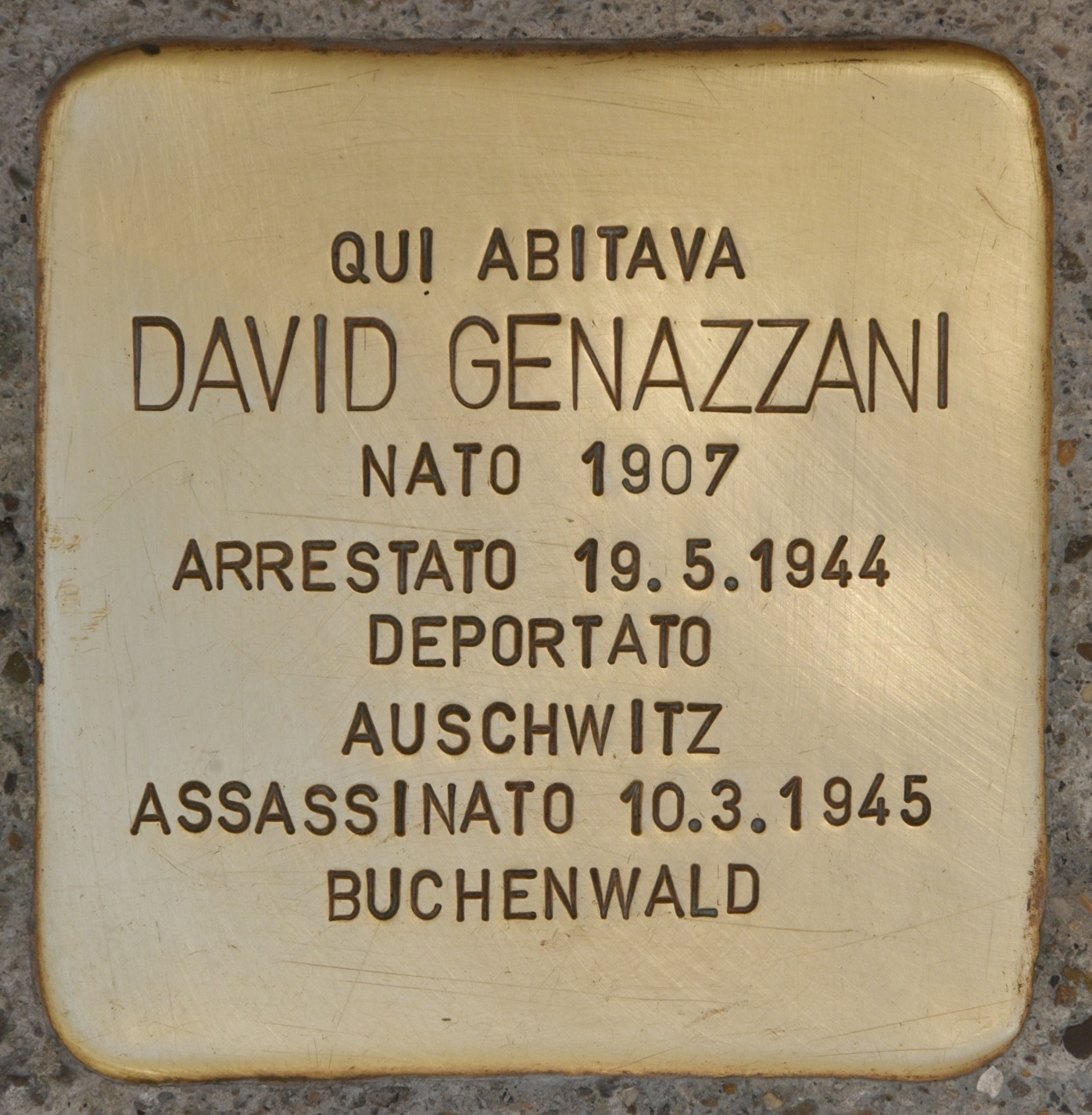
Pietra d'inciampo